# Совиньсько Полє
Совиньсько Полє (хорв. Sovinjsko Polje) — населений пункт у Хорватії, в Істрійській жупанії у складі міста Бузет.

## Населення
Населення за даними перепису 2011 року становило 22 осіб.
Динаміка чисельності населення поселення:

## Клімат
Середня річна температура становить 12,96 °C, середня максимальна – 26,45 °C, а середня мінімальна – -1,46 °C. Середня річна кількість опадів – 1088 мм.
| Клімат поселення                              | Клімат поселення | Клімат поселення | Клімат поселення | Клімат поселення | Клімат поселення | Клімат поселення | Клімат поселення | Клімат поселення | Клімат поселення | Клімат поселення | Клімат поселення | Клімат поселення | Клімат поселення |
| Показник                                      | Січ.             | Лют.             | Бер.             | Квіт.            | Трав.            | Черв.            | Лип.             | Серп.            | Вер.             | Жовт.            | Лист.            | Груд.            |                  |
| Середній максимум, °C                         | 9,77             | 10,74            | 13,73            | 17,02            | 22,02            | 26,03            | 26,45            | 25,79            | 21,71            | 16,98            | 12,06            | 8,78             |                  |
| Середня температура, °C                       | 4,16             | 5,14             | 8,10             | 11,41            | 16,40            | 20,42            | 22,80            | 22,14            | 18,04            | 13,33            | 8,42             | 5,13             |                  |
| Середній мінімум, °C                          | −1,46            | −0,48            | 2,50             | 5,79             | 10,80            | 14,80            | 19,16            | 18,49            | 14,40            | 9,68             | 4,76             | 1,47             |                  |
| Норма опадів, мм                              | 80               | 64               | 80               | 88               | 79               | 93               | 65               | 93               | 98               | 124              | 122              | 102              |                  |
| Середньомісячна швидкість вітру, м/с          | 1.48             | 1.76             | 1.99             | 2.06             | 1.86             | 1.79             | 1.74             | 1.66             | 1.58             | 1.66             | 1.68             | 1.59             |                  |
| Середньомісячна сонячна радіація, кДж/м²·день | 4441             | 7321             | 10574            | 14932            | 19112            | 20840            | 21811            | 18716            | 13944            | 8916             | 4919             | 3711             |                  |
| --------------------------------------------- | ---------------- | ---------------- | ---------------- | ---------------- | ---------------- | ---------------- | ---------------- | ---------------- | ---------------- | ---------------- | ---------------- | ---------------- | ---------------- |
| Джерело:                                      |                  |                  |                  |                  |                  |                  |                  |                  |                  |                  |                  |                  |                  |